# Bifenazat
Bifenazat ist eine chemische Verbindung aus der Gruppe der Carbazate und Hydrazincarbonsäureester.

## Entdeckung
Bifenazat wurde 1990 von Uniroyal Chemical Co. Inc. (heute Chemtura) entdeckt und gemeinsam mit Nissan Chemical entwickelt. Im Jahr 2000 wurde es erstmals vermarktet.

## Eigenschaften
Bifenazat ist ein weißer bis beiger, kristalliner Feststoff. Während es in Wasser praktisch unlöslich ist (2,06 mg·l−1 bei 20 °C), löst es sich wenig in Toluol (25,7 g·l−1), löst sich in Methanol (44,7 g·l−1) und ist leicht löslich in Aceton (210,7 g·l−1) und Ethylacetat (102,0 g·l−1). Mit Halbwertszeiten von 4,8 Tagen im Feldversuch ist die Verbindung nicht persistent. Außerdem ist sie hydrolyseempfindlich und an Licht instabil.

## Wirkungsweise und Verwendung
Bifenazat ist ein nicht-systemisches Akarizid mit lang anhaltender Wirkung. Es ist ein schnell wirkendes Kontaktgift mit Knock-down-Effekt. Mit Bifenazat können alle Milbenstadien sowie auch die Larveneier bekämpft werden. Es wird angenommen, dass der Wirkmechanismus auf der Hemmung des mitochondrialen Komplex III beruht.
Bifenazat kann gegen verschiedene Milbenarten wie Tetranychus spp. (z. B. Spinnmilben) oder Oligonychus spp. verwendet werden. Dabei kommt es unter anderem beim Anbau von Obst, Gemüse, Hopfen und Wein sowie Zierpflanzen zum Einsatz.

## Zulassung
In Deutschland, Österreich und der Schweiz sowie in weiteren Staaten der EU sind Pflanzenschutzmittel mit diesem Wirkstoff zugelassen.